# Winfried Hamel
Winfried Hamel (* 5. Februar 1943 in Breslau) war von 1992 bis 2008 Inhaber des Lehrstuhls für Unternehmensführung, Organisation und Personal an der Universität Düsseldorf.

## Akademische Laufbahn
Winfried Hamel machte 1962 in Mannheim sein Abitur, nach einem Volontariat beim Gerling-Konzern, studierte er Betriebswirtschaftslehre an der Universität Mannheim. Im Jahr 1972 erfolgte seine Promotion zum Dr. rer. pol. an der Universität München und 1979 die Habilitation an der Universität des Saarlandes in Saarbrücken.
1982 nahm Hamel eine Professur für Betriebswirtschaftslehre und Personalwirtschaft an der Universität Köln an, 1989 wechselte er auf einen Lehrstuhl der Universität Essen; 1992 nahm er den Ruf der Universität Düsseldorf an.

## Auszeichnungen
- 1995 Rheinhard-Heynen und Emmy-Heinen-Preis
- 2004 die Ehrenmedaille der Universität Düsseldorf

## Schriften (Auswahl)
- Bilanzierung unter Mitbestimmungs-Einfluss. Poeschel Stuttgart 1982, ISBN	3-791-00322-4
- Zieländerungen im Entscheidungsprozess. Mohr Tübingen 1974, ISBN 3-163-36082-3